# Hrvatski biatlonski savez
Hrvatski biatlonski savez je hrvatska krovna organizacija za biatlon.
Međunarodni naziv za savez je Croatian Biathlon Federation.
Osnovan je 11. kolovoza 2006. u Zagrebu nakon čega se sporazumno odvojio od Hrvatskog skijaškog saveza u rujnu 2006. te je u prosincu iste godine primljen u HOO.
Član je Međunarodne biatlonske unije - International Biathlon Union (IBU) od studenoga 2006. 

## Olimpijske igre
do 2014
| # | Biatlon-ac/ka | Zlato | Srebro | Bronca | Ukupno |
| - | ------------- | ----- | ------ | ------ | ------ |
| 1 | Jakov Fak     | 0     | 0      | 1      | 1      |

## Svjetsko prvenstvo
Dino Butković član biatlonske reprezentacije Hrvatske koji je ostvario sjajan rezultat na Svjetskom juniorskom prvenstvu u biatlonu u austrijskom Obertilliachu  2013. osvojivši srebrnu medalju u pojedinačnoj utrci na 15 kilometara.Butković je promašio tek jednu metu i zaostao za pobjednikom Rusom Aleksandrom Loginovim za 50.9 sekundi. Treće mjesto i brončanu medalju osvojio je Francuz Clement Dumont sa 56 sekundi zaostatka, dok je kratak za medalju ostao četvrtoplasirani Norvežanin Vegard Gjermund. Goranski biatlonac Dino Butković koji iza sebe ima niz uspješnih nastupa u državnom ali i svjetskom rangu ne odmara niti ljeti. Novu medalju Butković je osvojio na Svjetskom juniorskom prvenstvu u ljetnom biatlonu održanom u Italiji. Na tom prvenstvu Butković je osvojio srebro i njime još jednom potvrdio svoj talenata ali i uspjeh sa  prije održanog Svjetskog zimskog juniorskog prvenstva.
do 2016

### Pojedinačno
| # | Biatlon-ac/ka | Zlato | Srebro | Bronca | Ukupno |
| - | ------------- | ----- | ------ | ------ | ------ |
| 1 | Jakov Fak     | 0     | 0      | 1      | 1      |

## Svjetski kup
Jakov Fak je prvi hrvatski biatlonac koji je osvojio bodove u Svjetskom kupu (2008. u sezoni 2008./09.).
15. mjesto Jakova Faka u sezoni 2008./09. je najbolji rezultat nekog hrvatskog biatlonca u Svjetskom biatlonskom kupu.

### Juniorski svjetski kup
IBU Junior Cup
|   | Biatlon-ac/ka  | VKG | Mali kristalni globusi | Mali kristalni globusi | Mali kristalni globusi | Mali kristalni globusi | Mali kristalni globusi |
| Σ | Biatlon-ac/ka  | VKG | Pojedinačno            | Sprint                 | Potjera                | Masovni start          |                        |
| - | -------------- | --- | ---------------------- | ---------------------- | ---------------------- | ---------------------- | ---------------------- |
| M | Matija Legović | 1   | 1                      | —                      | 1                      | —                      | —                      |

## IBU Cup
Do 2007./08. natjecanje se nazivalo Biatlonski europski kup (Biathlon European Cup).
|   | Biatlon-ac/ka | VKG | Mali kristalni globusi | Mali kristalni globusi | Mali kristalni globusi | Mali kristalni globusi | Mali kristalni globusi |
| Σ | Biatlon-ac/ka | VKG | Pojedinačno            | Sprint                 | Potjera                | Masovni start          |                        |
| - | ------------- | --- | ---------------------- | ---------------------- | ---------------------- | ---------------------- | ---------------------- |
|   | ??            | ?   | ?                      | —                      | —                      | —                      | —                      |

## Ostalo
Nastupajući za Sloveniju Jakov Fak je između ostalog osvojio medalju na OI, 2 pojedinačna zlata na SP-u te u Svjetskom kupu ostvario pobjede u sve četiri pojedinačne discipline.
Mlađe kategorije na svjetskim natjecanjima
2001. – 2017.
|           | Spol |   |   |   | Ukupno |
| --------- | ---- | - | - | - | ------ |
| SP Junior | M    | 0 | 1 | 0 | 1      |
| SP Junior | Ž    | 0 | 0 | 0 | 0      |
|           |      |   |   |   |        |
| SP Youth  | M    | 0 | 0 | 0 | 0      |
| SP Youth  | Ž    | 0 | 0 | 0 | 0      |

## Vanjske poveznice
- Hrvatski biatlonski savez